# ザ・美容室
『ザ・美容室』（ザ・びようしつ）は、東海テレビ・テレパック制作で、フジテレビ系にて2000年1月4日 - 3月31日に放送された昼ドラマである。最終回は放送途中で有珠山噴火の臨時ニュースに差し替えとなったため、各局にて改めて深夜もしくは早朝に放送された。

## 概要
小さな商店街の長谷川美容室の近所に、アメリカ仕込みの新進美容師タツコ・オブライエンの店ができる。長谷川美容室は客を奪われるが、近隣の男性までが客になり、何とか窮地を救われる。しかし、真矢の母・晴子とタツコ・オブライエンには、かつて一人の男を奪い合った過去があった。そして真矢は本当の母親がタツコ・オブライエンであることを知ってしまう。

## キャスト
- 長谷川真矢：今村恵子
- 長谷川晴子：大空眞弓
- タツコ・オブライエン（小池多津子）：夏木マリ
- 前田勉：三浦浩一
- 沢木信彦：倉田てつを
- 井上良平：神田利則
- 工藤玲子：大竹一重
- 隅田佳美：山崎夏菜
- 大村波彦
- 有沢妃呂子
- 鶴久政治
- 三上真一郎
- 螢雪次朗
- 橘雪子
- 大島朱美
- 須之内美帆子
- 深山ちとせ
- 田中要次
- 椎名聡子
- 加藤亮
- 藤田恵
- 麻生真宮子
- 小野寺華那
- 三谷侑未
- 棟里佳
- 須崎蘭
- 潮哲也
- 椎名子

## スタッフ
- 企画：出原弘之
- 演出：淡野健、千葉行利、牧時範、小野俊和
- 演出補：植田尚、田部史雄
- 制作主任：市村智保
- プロデューサー：淡野健、吉沢雅治、小野俊和
- プロデューサー補：大高さえ子
- 脚本：篠崎好、秋田佐知子
- 音楽：荻野清子
- 選曲：山川繁
- 美術制作：池田幸雄
- 美術デザイン：金子幸雄
- 技術：河内和美
- カメラ：衛藤憲明
- 照明：藤井隆康
- 音声：米原直紀
- 編集：大塚民生
- 効果：脇坂孝行
- 技術協力：東通
- 美術協力：アックス
- スタジオ：緑山スタジオ・シティ
- 製作：東海テレビ、テレパック

## 主題歌
- 「メリーゴーランド」
  - 作詞：渡辺高章 / 編曲：鶴谷崇 / 作曲：Mary-go-round&西川進 / 歌：Mary-go-round
  - レーベル：徳間ジャパンコミュニケーションズ